# Бускальоне, Фред
Фред Бускальо́не (итал. Fred Buscaglione; 23 ноября 1921, Турин — 3 февраля 1960 или 2 февраля 1960, Рим) — итальянский певец. В своих песнях и кинокартинах представал в комическом образе гангстера, обожающего виски и женщин.

## Биография

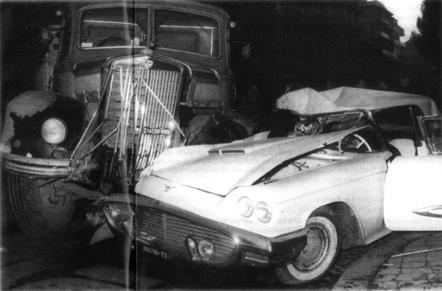
Автокатастрофа Фреда Бускальоне. 1960 год.

Родился в Турине, Италия, 23 ноября 1921 года. Отец его был художником. Мать — учитель. В детстве его увлечение музыкой проявилось очень рано, и он начал выступать уже в подростковом возрасте. 
Во время Второй мировой войны он был интернирован на Сардинии, где ему разрешили играть музыку в местном оркестре. После войны он вернулся в Турин и начал карьеру музыканта. Сформировав свою группу "Asternovas", он начал писать и исполнять свои песни. Бускальоне стал одним из самых популярных артистов Италии в конце 1950-х годов. 
Он погиб в автокатастрофе в возрасте 38 лет, оставив огромное наследие в музыкальной индустрии. 
Его похороны собрали тысячи поклонников. Этот музыкант оказал значительное влияние на развитие итальянской поп-музыки и прославился своими хитами и активным участием в музыкальной сцене своего времени.

## Дискография

### Альбомы
- 1956 – Fred Buscaglione & i suoi Asternovas
- 1956 – Fred Buscaglione & i suoi Asternovas
- 1957 – Le nuove canzoni di Fred Buscaglione
- 1957 – Balliamo con Fred Buscaglione
- 1958 – Fred Buscaglione & i suoi Asternovas
- 1959 – 16 successi di Fred Buscaglione
- 1960 – Ricordo di Fred

## Фильмография
- Carosello (1957 — 1977)